# Camillina bimini
Espèce
Camillina bimini est une espèce d'araignées aranéomorphes de la famille des Gnaphosidae.

## Distribution
Cette espèce est endémique des Bahamas. Elle se rencontre dans les îles Bimini.

## Description
Les mâles mesurent de 2,34 à 2,55 mm et les femelles de 2,95 à 3,73 mm.

## Étymologie
Son nom d'espèce lui a été donné en référence au lieu de sa découverte, les îles Bimini.

## Publication originale
- Platnick & Shadab, 1982 : A revision of the American spiders of the genus Camillina (Araneae, Gnaphosidae). American Museum novitates, no 2748, p. 1-38 (texte intégral).